# Club des correspondants étrangers (Hong Kong)
Le club des correspondants étrangers de Hong Kong (香港外國記者會, The Foreign Correspondents' Club, Hong Kong) est une organisation réservée aux membres du milieu des médias, des affaires et de la communauté diplomatique. Il est situé au 2 Lower Albert Road (en) dans le quartier de Central dans un bâtiment historique de rang I, l'ancien dépôt de Dairy Farm datant de 1892, tout comme le Fringe Club, en haut de Ice House Street (en).

## Histoire

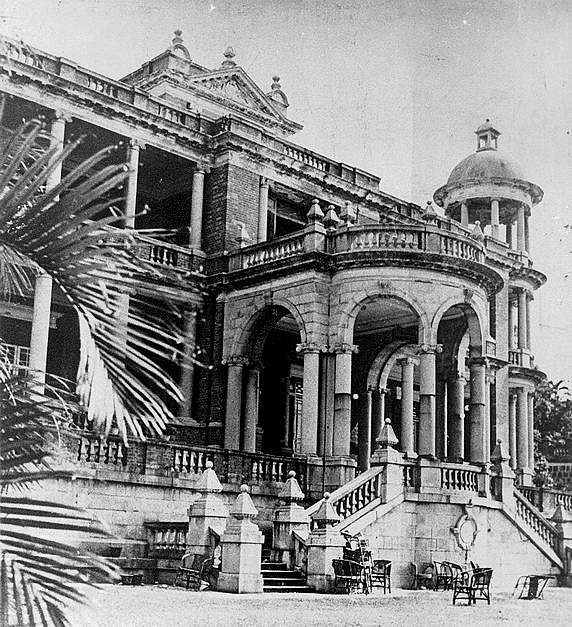
L'un des bâtiments ayant historiquement abrité le club des correspondants étrangers était situé au 41A. Il est représenté en hôpital dans le film La Colline de l'adieu de 1955. Le bâtiment est démoli à la fin des années 1960.

Le club est fondé à Chongqing en 1943 puis déménage à Hong Kong depuis Shanghai, où il est officiellement créé le 23 ou le 25 juin 1949. Il siège dans différents bâtiments de la ville depuis cette date. Il occupe le bloc nord de l'ancien dépôt de Dairy Farm depuis 1982. Le 14 août 2018, le club organise un déjeuner-conférence au cours duquel l'activiste indépendantiste Andy Chan donne un discours. Pékin tente de bloquer la cérémonie, mais le club ne change pas ses plans pour des raisons de liberté d'expression. En représailles, Victor Mallet, le vice-président du club, se voit refuser le renouvellement de son visa.

## Adhésion
Le club a les catégories de membres suivantes :
- Correspondant
- Journaliste
- Associé (dans cette catégorie, tout le monde peut s'inscrire bien qu'il y ait une liste d'attente qui peut varier de plusieurs mois à plusieurs années)
- Entreprise
- Diplomatique

Les membres du club (qui sont environ 2 400) comprennent des correspondants étrangers, des journalistes et des membres de la communauté des affaires et de la diplomatie. La majorité des membres (environ 1 600) appartiennent à la catégorie des membres associés. Auparavant, il comprenait également le chef de l'exécutif de Hong Kong, mais plus aucun chef de l'exécutif depuis Donald Tsang n'a accepté d'offre d'adhésion.
Lorsque des personnalités internationales éminentes du monde du commerce, de la politique ou du divertissement visitent Hong Kong, beaucoup choisissent de s'adresser aux déjeuners des conférenciers du club pour atteindre leur public souhaité - à la fois directement et par le biais de la couverture médiatique des événements. Parmi les orateurs passés figurent l'ancien chef de l'exécutif Donald Tsang ou l'ancienne Première secrétaire de l'administration Anson Chan. En 2018, le club invite Chan Ho-tin, président du Parti national de Hong Kong (en), provoquant la controverse sur le visa de Victor Mallet.

## Siège

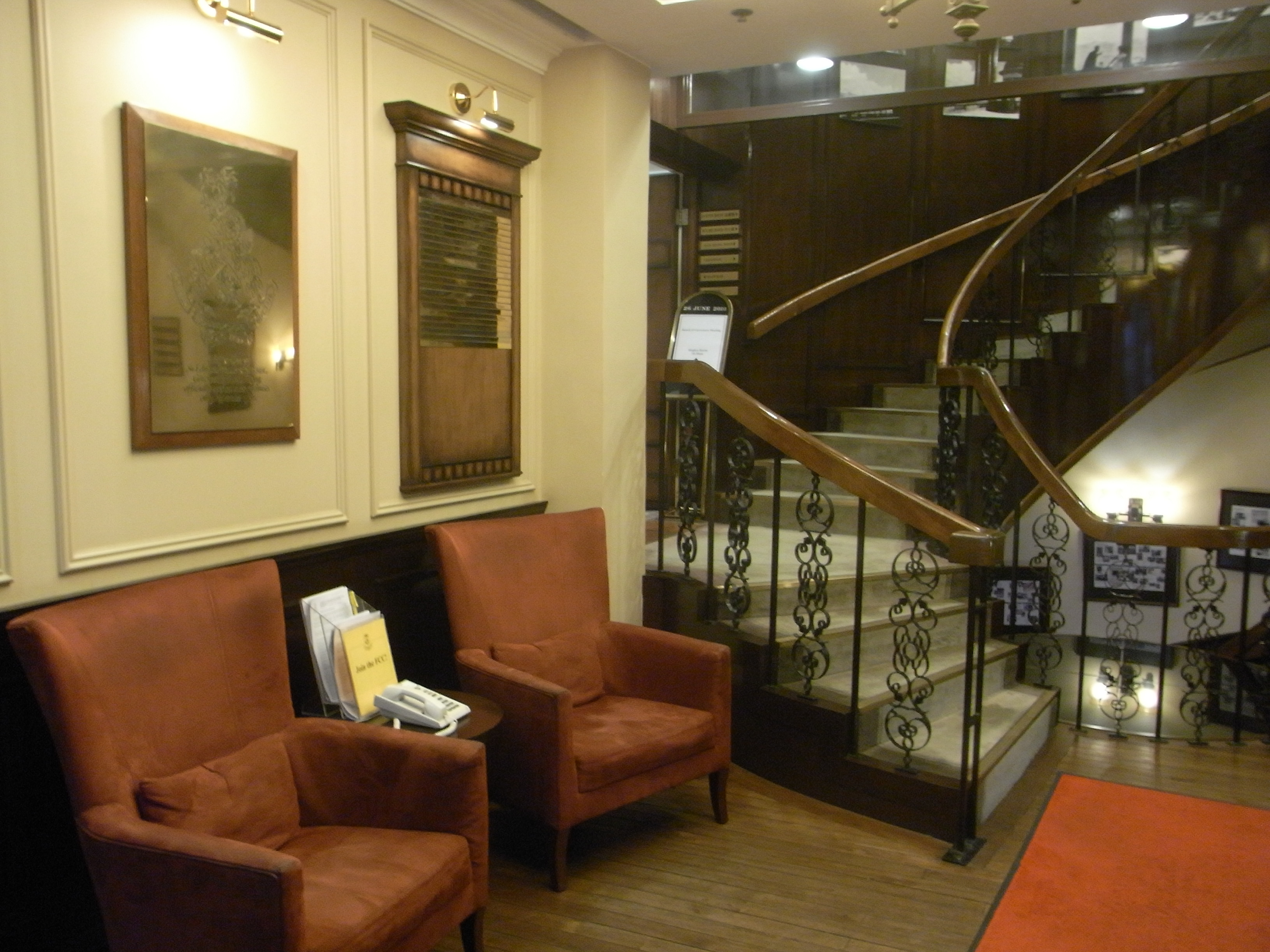
Le club des correspondants étrangers de Hong Kong.

Le cœur du siège du club est le bar principal (au rez-de-chaussée) qui conserve la réputation d'attirer des personnages hauts en couleur issus des médias et d'autres professions. Le club dispose de deux restaurants au premier étage : la salle à manger principale axée principalement sur la cuisine de style occidental et le restaurant chinois.
Au sous-sol se trouve le Bert's Bar, du nom de Bert Okuley, membre de longue date du club et pianiste de jazz. Le bar présente du jazz en direct plusieurs soirs par semaine, souvent avec le groupe maison sous la direction du directeur musical Allen Youngblood .
Le sous-sol contient également la salle de travail où les membres locaux et visiteurs peuvent utiliser les installations connectées pour préparer leurs articles, et un club de santé petit mais bien équipé avec des équipements de fitness, un sauna et un hammam.

## Dans la culture populaire
- Le club est présent dans le roman Comme un collégien de John le Carré de 1977[1].
- Il apparaît dans plusieurs films tels que :
  - Chinese Box (1997) de Wayne Wang[6].
  - La Colline de l'adieu (1955) de Henry King. Le club était situé sur Conduit Road (en) à l'époque[7].
  - Premier épisode de la quatrième saison de la série britannique Cracker.